# Farmington, Illinois
Farmington là một thành phố thuộc quận Fulton, tiểu bang Illinois, Hoa Kỳ. Năm 2010, dân số của thành phố này là 2448 người.

## Dân số
Dân số qua các năm:
- Năm 2000: 2601 người.
- Năm 2010: 2448 người.